# Glomus pubescens
Glomus pubescens är en svampart som först beskrevs av Sacc. & Ellis, och fick sitt nu gällande namn av Trappe & Gerd. 1974. Glomus pubescens ingår i släktet Glomus och familjen Glomeraceae.   Inga underarter finns listade i Catalogue of Life.